# ۱۴۴۶ (قمری)
۱۴۴۶ قمری، هزار و چهارصد و چهل و ششمین سال در گاهشماری هجری قمری قراردادی سالی عادی است.
اول محرم این سال روز دوشنبه:۱۸ تیر ۱۴۰۳ هجری خورشیدی (۸ ژوئیه ۲۰۲۴ میلادی)است.